# صفوت مصطفى خليلوفيتش
صفوت مصطفى خليلوفيتش، (بالبوسنية: Safvet Halilović)  (1968 -) هو أستاذ جامعي وفقيه بوسني، في التفسير وعلوم القرآن وكذلك السيرة النبوية في كلية التربية الإسلامية في جامعة زينيتسا، وأستاذ زائر في كلية الدراسات الإسلامية في سراييفو حيث يدرِّس مذاهب التفسير المعاصر في العالم العربي، ومؤسَّس المجلة الإسلامية (Novi Horizonti - The New Horizons) أو «الآفاق الجديدة» عام 1999.

## سيرته
من مواليد مدينة زنيتسا في البوسنة والهرسك عام 1968م/1388هـ، تـخرَّج صفوت من مدرسة الغازي خسرفبك الإسلامية العريقة عـام 1988، والتحق بعد ذلك بـجامعة الأزهر الشريف بالقاهرة حيث تخرَّج من كلية أصول الدين عام 1992 بتقدير عام مـمتاز. وحصل على درجة الـماجيستير من نفس الكلية عام 1997، وذلك عن رسالته المعنونة «التفسير بالمأثور أهميته وضوابطه – دراسة تطبيقية في سورة النساء»، وقد نشرت هذه الرسالة بالقاهرة عام 1999 عن دار النشر للجامعات.
وفي عام 1997 تقدَّم للالتحاق بدراسة الدكتوراه، وحصل عليها عام 2001 مع مرتبة الشرف الأولى عن رسالته المقدَّمة إلى قسم التفسير وعلوم القرآن يجامعة الأزهر تحت عنوان: «الإمام أبو بكر الرازي الجصَّاص ومنهجه في التفسير»، وقامت لجنة المناقشة بالتوصية بنشر الرسالة لما لها من قيمة علمية علية، وقد تَمَّ نشرُها بالفعل 2001 عن دار السلام بالقاهرة في مجلد كبير يبلغ ما يقرب 700 صفحة. وقد نال هذا الكتاب إعجاب الباحثين والعلماء في شتى أنحاء العالم الإسلامي، وقد تمت ترجمته إلى اللغة البوسنوية ونشر عن كلية الدراسات الإسلامية في سراييفو عام 2004.
يقوم الدكتور صفوت خليلوفيتش بتدريس التفسير وعلوم القرآن وكذلك السيرة النبوية في كلية التربية الإسلامية في جامعة زنيتسا (البوسنة والهرسك)، ويعمل أيضاً أستاذاً زائراً في كلية الدراسات الإسلامية في سراييفو حيث يدرِّس مذاهب التفسير المعاصر في العالم العربي، وقد درَّس في هذه الكلية أيضاً لطلاب الدراسات العليا كما أنه يحاضر أيضاً في الجامعة العالمية في نوفي بازار في إقليم سنجق التابع لجمهورية صربيا. هذا، وقد ألَّف الدكتور صفوت خليلوفيتش ما يزيد عن 150 بحثاً علمياً في مجالات التفسير، والسيرة النبوية، والدراسات الإسلامية، والحضارات، والتاريخ، والدعوة الإسلامية، والتربية والتعليم، ونشرت أبحاثه في مختلف الصحف والدوريات والمجلات العلمية داخل البوسنة وخارجها. ترجم الدكتور صفوت إلى اللغة البوسنوية الميثاق الإسلامي الذي صدر عن الاتحاد العالمي لعلماء المسلمين وطبعت هذه الترجمة عدة مرات في بلاد البلقان، وساهم أيضاً في ترجمة هذا الميثاق إلى اللغة الألمانية التي تعتبر لغة الأم لأكثر من مائة مليون شخص في العالم.
يساهم الدكتور صفوت خليلوفيتش بشكل ملحوظ في عديد من المجلات والنشرات والمؤتمرات في البوسنة والهرسك وخارجها، وهو عُضْوٌ في الاتحاد العالمي لعلماء المسلمين، وقد انتُخب في اجتماع الجمعية العمومية الثاني الذي عُقد في مدينة اسطنبول في يوليو 2006 في مجلس الأمناء لهذا الاتحاد. وهو أيضاً عضوٌ في لجنة الأقليات الإسلامية المنبثقة من هذا الاتحاد. وفي اجتماع الجمعية العمومية الثالث الذي عُقد في إسطنبول في يوليو 2010 انتُخب مرة أخرى في مجلس الأمناء.

## مؤلفاته[4]
للدكتور صفوت عدة كتب ومؤلَّفات باللغة البوسنوية، وقد تُرجم بعضها إلى اللغة الإنجليزية والألمانية، مثل كتابه: الإسلام والغرب رؤية محمد أسد Islam and the West from Asad's Point of View الذي تناول فيه بالبحث والدراسة فِكْرَ العلامة محمد أسد Leopold Weiss سابقاَ، وإضافة إلى ترجمته إلى الإنجليزية والألمانية تُرجم هذا الكتاب إلى العربية وكتب له تقريظاً العالم الألماني المسلم الشهير مراد هوفمان Murad Wilfried Hofmann.
وألَّف أيضاً كتاباً عن حفظ القرآن وتُرجم في تورونتو (كندا) إلى اللغة الإنجليزية وطبع بعنوان: Hifz - the memorization of the Qur'an، وهذه الكتب كلها منشورة عن دار السلام في القاهرة.قد ألَّف الدكتور صفوت خليلوفيتش كتابا هامًّا بعنوان Osnovi tefsira ويُعدُّ من المراجع الهامة باللغة البوسنوية في مجال أصول وضوابط تفسير القرآن الكريم، وقد استغرق في تأليفه نحو سبع سنوات، وهذا الكتاب مقرَّرٌ على طلاب الدراسات الإسلامية في بلاد البوسنة وسنجق.
ومن المؤلَّفات الهامة للدكتور صفوت في مجال الدراسات القرآنية هو كتابهKur'anska antropologija (وقد ترجم هذا الكتاب إلى الإنجليزية وسوف يصدر قريباً إن شاء الله بعنوان What the Qur'an says abouth the human being – Introduction to Qur'anic anthtopology)، وهو من التفسير الموضوعي للقرآن الكريم حيث تناول فيه بالبحث والتحليل موضوع الإنسان في القرآن، وهذا الكتاب من المؤلَّفات الرائدة في هذا المجال ليس فقط في البوسنة والهرسك بل في أروبا قاطبة، وقد لقي قبولاً حسناً من القراء والباحثين لأن هذا الموضوع من الموضوعات الهامة جداً لا سيما في الوقت الراهن الذي تلاحظ فيه أزمات كثيرة من أخطرها هي أزمة إنسانية الإنسان.
في أواخر سنة 2007 صَدَرَ للدكتور صفوت خليلوفيتش كتاب هام في السيرة النبوية وقد عَنْوَنَ له بـ SIRA Zivotopis Posljednjeg Allahovog Poslanika، واستغرق في تأليفه ثلاث سنوات، وهو دراسةٌ موثَّقةٌ ومستفيضةٌ عن حياة الرسول صلى الله عليه وسلَّم مع العبر والعظات المستفادة التي يحتاج إليها المسلم المعاصر، وعلى وجه الخصوص المسلمون الذين يعيشون في الغرب في وقت كثر فيه التشكيك والهجومات على كل ما له صلة بالإسلام. وقد تصدَّى الدكتور صفوت في كتابه SIRA لتفنيد الأكاذيب والإفتراءت حول شخصية الرسول صلى الله عليه وسلَّم وسيرته العطرة. ويدرَّس هذا الكتاب في عدة الكليات داخل البوسنة وخارجها.
واصل دراسته للسيرة النبوية ونتيجة لتلك الجهود صَدَرَ له في سنة 2009م بَحْثٌ قيِّم تحت عنوان "زوجاتُ الرسول ﷺ وأسباب تعدُّدِهِ" قدَّم فيه الأسباب الحقيقية لتعدُّد زوجات الرسول ﷺ من الناحية العقلية والتاريخية. وقد تُرجم هذا الكتاب إلى اللغة الألمانية Die Ehefrauhen des Propheten Muhammed und die Gründe für Siene Mehrene، وأيضاً إلى اللغة الإنجليزية Wives of Prophet Muhammad and reasons for his multiple marriages
وتمَّ نَشْرُ هاتين الترجمتين عن جمعية Verein bosnischer Muslime Gazi Husrev Beg Vienna في العاصمة النمساوية فينا.

## إنجازات هامة أخرى
هذا، وقد عَمِلَ الدكتور صفوت خليلوفيتش بجدِّية على إدخال مادة السيرة النبوية ضمن مقرَّرات المناهج الدراسية في البوسنة والهرسك وبلاد البلقان حيث إن هذه المادة لم تكن مدرجة في المناهج الدراسية، وبفضل الله وتوفيقه تمَّ إدخال هذه المادة الهامة سنة 2004م في كلية التربية الإسلامية في جامعة زنيتساوأسند إليه أمر تدريسها، وبعد ذلك أُدخلت هذه المادة في كلية التربية الإسلامية في مدينة بهاتش غربي البوسنة وكلية الدراسات الإسلامية في جامعة سراييفو وأيضاً في جامعة نوفي بازار في صربيا. وإدخال السيرة النبوية ضمن المقرَّرات الدراسية في هذه المؤسَّسات التعليمية يُعتبر حقًّا إنجازاً هامًّا، بل هامًّا جداً في مجال الدراسات الإسلامية في بلاد البلقان.
من مساهمات الدكتور صفوت خليلوفيتش في دراسة السيرة النبوية في بلاد البوسنة والهرسك ترجمته مع زميله الدكتور محمد كيتسو من العربية إلى البوسنوية كتاب «دراسةٌ تحليلية لشخصية الرسول صلَّى الله عليه وسلَّم من خلال سيرته الشريفة» للعالم العربي المعاصر الدكتور محمد روَّاس قلعجي، وقد نالت هذه الترجمة إعجاباً كبيراً من طرف القرَّاء وعشَّاق المعرفة الإسلامية في بلاد البلقان.
هذا، وجديرٌ بالذكر أن الدكتور صفوت قد أسَّس مع مجموعة من النبلاء المجلة الإسلامية (Novi Horizonti - The New Horizons) أو «الآفاق الجديدة» عام 1999 وهي تَصْدُرُ بانتظام منذ ذلك الحين في البوسنة والهرسك، وهي مجلَّةٌ شهرية تَعْمَلُ على ترسيخ القيم والثقافية الإسلامية، وقد عُيِّنَ الدكتور صفوت رئيساً لمجلس أمنائها عام 2002.

### وصلات
الاتحاد العالمي لعلماء المسلمين